# Biotransformacija
Biotransformacija je hemijska modifikacija ili modifikacije koje čini organizam na hemijskom jedinjenju. Ako se tim modifikacijama formiraju mineralna jedinjenja kao što su {\displaystyle {\ce {CO2}}}, {\displaystyle {\ce {NH4+}}} ili {\displaystyle {\ce {H2O}}}, biotransformacija se naziva mineralizacijom.
Biotransformacija je hemijska izmena hemikalija kao što su nutrijenti, aminokiseline, toksini, i lekovi u telu. Ona je isto tako neophodna da bi se nepolarna jedinjenja pretvorila u polarna tako da ona ne budu ponovo apsorbovana u renalnim tubulama i izlučena. Biotransformacija ksenobiotika može da dominira toksikokinetikom i metaboliti mogu da dosegnu više koncentracije u organizmu od njihovih roditeljskih jedinjenja.

## Metabolizam lekova
Metabolizam lekova ili toksina u telu je primer biotransformacije. Telo tipično rukuje stranim jedinjenjem tako što ga učini rastvornijim u vodi, čime se povećava brzina njegovog izlučivanja putem urina. Postoji mnoštvo različitih procesa do kojih može doći. Putevi metabolizma lekova se dele u dve faze:
- faza
- faza

Lekovi mogu da podlegnu jednoj od četiri potencijalne biotransformacijes: aktivni lek do neaktivnog metabolita, aktivni lek do aktivnog metabolita, neaktivni lek do aktivnog metabolita, aktivni lek do toksičnog metabolita (biotoksifikacija).

### Reakcija faze
- Obuhvata oksidativne, reduktivne, i hidrolitičke reakcije.
- Putem tri tipa reakcija, polarna grupa je bilo uvedena ili demaskirana, tako da molekul leka postaje rastvorniji u vodi i može da bude izlučen.
- Reakcije su nesintetičke prirode i generalno proizvode u vodi rastvornije i manje aktivne metabolite.
- Većina metabolita se stvara putem opšteg hidroksilacionog enzimskog sistema poznatog kao citohrom P450.

- Ove reakcije obuhvataju kovalentno vezivanje malih hidrofilnih endogenih molekula kao što je glukuronska kiselina, sulfat, ili glicin, čime se formiraju u vodi rastvorna jedinjenja, koja su u većoj meri hidrofilna.
- Ovo je isto tako poznato kao reakcija kougacije.
- Finalna jedinjenja imaju veću molekulsku težinu.